# 全文盛
全文盛（1959年7月13日—），中華民國（台灣）政治人物，原住民布農族人。曾任南投縣信義鄉第十一、十二屆鄉長，後代表中國國民黨以山地原住民身份當選為第三屆立法委員。
1998年底第四屆立法委員選舉競選連任，但未當選。2001年底第五屆立法委員選舉再度參選，亦未當選。